# Sigave
Sigavé (conosciuto anche come Singave) è uno dei tre capitanati del territorio francese di Wallis e Futuna, che è composto dal terzo occidentale (30 degli 83 km²) di Futuna. La superficie totale del regno è di 30 km², con una popolazione di 1 880 abitanti, in sei villaggi, secondo il censimento del 22 luglio 2003. La capitale, e villaggio più grande, è Leava (pop. 480).

## Villaggi
| Villaggio                                   | Popolazione (Censimento 22/07/2003) |
| ------------------------------------------- | ----------------------------------- |
| Futuna, costa settentrionale                |                                     |
| Taivai                                      | 216                                 |
| Futuna, costa occidentale e sud-occidentale |                                     |
| Toloke                                      | 398                                 |
| Fiua                                        | 250                                 |
| Vaisei                                      | 221                                 |
| Nuku                                        | 315                                 |
| Leava                                       | 480                                 |
| Sigavé                                      | 1880                                |